# Helius pauperculus
Helius pauperculus är en tvåvingeart som först beskrevs av Alexander 1921.  Helius pauperculus ingår i släktet Helius och familjen småharkrankar. Inga underarter finns listade i Catalogue of Life.